# Jean Guiffan
Jean Guiffan, né le 6 janvier 1938, est un historien français.
Auteur de nombreux ouvrages, notamment sur l'Irlande et sur la Bretagne, il joue aussi un rôle politique dans l'évolution du Parti socialiste à Nantes dans les années 1970.

## Biographie

### Carrière universitaire
Il réussit le concours de l'agrégation au début des années 1960. Il est nommé au Lycée Clemenceau à Nantes, d'abord dans les classes secondaires, puis dans les classes préparatoires littéraires et commerciales. Il a aussi été chargé de cours à l'Université de Nantes. Très rapidement, il se consacre à un travail de vulgarisation de haut niveau, principalement à destination des étudiants en histoire. Lorsqu'il prend sa retraite, il enchaîne les livres et les conférences à travers la France entière.
Il participe, en 1987, à la création de l'association Nantes-Histoire.

### Rôle politique
Membre du PSU dans les années 1960, il quitte ce parti en 1967, en même temps que Roland Andrieu (responsable du syndicat CGT des marins) dans une perspective de rentrée dans une SFIO renouvelée dans le cadre de la FGDS. Dans l'immédiat, ils créent le Club socialiste nantais qui participe à l'UGCS de Jean Poperen.
Il entre dans le nouveau PS au moment du congrès d'Épinay en même temps que les autres adhérents du CSN, parmi lesquels se trouve le jeune Jean-Marc Ayrault. Au sein de la fédération de Loire-Atlantique, les membres du CSN se heurtent à la direction encore imprégnée de la tradition SFIO, notamment à propos de Roland Andrieu. Ce conflit sera définitivement résolu en 1974-75 lorsque la section nantaise du PS impose aux élus municipaux socialistes (André Routier-Preuvost et ses amis) de choisir entre leur alliance avec André Morice et la nouvelle ligne d'Union de la Gauche. Le 8 novembre 1974, Jean Guiffan est de ceux qui font voter la motion Marnot-Marzin dans ce sens. Quelques mois plus tard, les intéressés ayant refusé d'abandonner leurs délégations d'adjoints au sein du Conseil municipal (à l'exception d'Alain Chénard) sont exclus du PS, ce qui en 1977, amènera Alain Chénard à la mairie contre la liste Morice-Routier-Preuvost.
À la fin de l'année 1974, au sein de la fédération de Loire-Atlantique, Jean Guiffan fait désormais partie de la forte minorité « de gauche » (42 %) qui s'oppose à la direction mitterrandiste de Jean-Claude Routier (48 %), soutenu par Jean-Marc Ayrault. Ce bon score ouvre à Jean Guiffan la possibilité d'accéder au Comité directeur du PS, mais il décline l'offre et c'est son collègue Jean Natiez qui entame une carrière politique qu'il mènera jusqu'en 1988.

## Publications

### Thèmes généraux
- Surpopulation et malnutrition (textes choisis par Jean Guiffan), Paris, Armand Colin, coll. « Dossier sciences humaines » no 3, 1969, 96 p., (BNF 35187296).
- Churchill, Paris, Masson, coll. « Leur vie », 1978, 118 p. + 16 p. de planches illustrées,  (ISBN 2-225-47828-7), (BNF 34593823).
- Histoire de l'Europe au XXe siècle. Tome II, De 1918 à 1945 : de la fin de la Grande guerre à l'écroulement du nazisme, Paris, Complexe, coll. « Questions au XXe siècle » no 72, 1995, 252 p.,  (ISBN 2-87027-551-X), (BNF 35797674) [Note : les quatre autres volumes de cette série de cinq, publiée en 1994-1995, ont été écrits par d'autres auteurs]
- Histoire de l'anglophobie en France : de Jeanne d'Arc à la vache folle, Rennes, Terre de brume, 2004, 277 p. + VIII p. de planches illustrées,  (ISBN 2-84362-229-8), (BNF 39250590).

### Histoire de l'Irlande
- Jean Guiffan et Jacques Verrière, L'Irlande : 1. Milieu et histoire, Paris, Armand Colin, coll. « U2 » no 123, série « Études anglo-américaines », 1970, 320 p., (BNF 35220840).
- La Question d'Irlande, Bruxelles, Complexes
  - Première édition : coll. « Questions au XXe siècle » no 7, 1988, 255 p.,  (ISBN 2-87027-270-7), (BNF 35036681).
  - Cinquième édition, revue et augmentée : coll. « Historiques » no 115, 2006, 287 p.,  (ISBN 978-2-8048-0105-2).
- Histoire de l'Irlande, Paris, Hatier, coll. « Nations d'Europe », 1992, 272 p.,  (ISBN 2-218-03854-4), (BNF 35545096).
- Irlande du Nord : les murs témoignent, Morlaix, Skol Vreizh, 1998, 84 p.,  (ISBN 2-911447-24-7), (BNF 36996402) [Ouvrage consacré aux murals (peintures murales) en Irlande du Nord].
- Dictionnaire d'histoire et de civilisation contemporaines des pays celtiques. 1. L'Irlande contemporaine de A à Z, Crozon Ameline, 2000, 253 p.,  (ISBN 2-910878-18-X), (BNF 37626344) [Note : le catalogue général de la BNF ne semble pas[pas clair] répertorier d'autres volumes dans ce qui devait apparemment constituer une série].
- Erick Falc'her-Poyroux et Jean Guiffan, L'Irlande, Paris, Le Cavalier bleu, coll. « Idées reçues : histoire & civilisations » no 178, 2009, 127 p.,  (ISBN 978-2-84670-238-6), (BNF 41447557).

### Histoire de la Bretagne
- Alain Croix et Jean Guiffan, Histoire des Bretons : des origines à 1532 (avec le concours d'Yves Saget), Paris, Nathan, coll. « Dossiers de l'histoire », 1977, 156 p., (BNF 34591461).
- Jean Guiffan et Didier Guyvarc'h (dir.), Nantes et la Bretagne. Quinze siècles d'histoire, Morlaix, Nantes-Histoire et Skol Vreizh, 1996, 206 p.,  (ISBN 2-911447-02-6), (BNF 36161997).
- La Bretagne et l'affaire Dreyfus, Rennes, Terre de brume, coll. « Essais », 1999, 271 p. + VIII p. de planches illustrées  (ISBN 2-84362-047-3), (BNF 37040879).

### Histoire du lycée Clemenceau de Nantes
- Le Dernier Prêtre-proviseur, 1890-1898, Nantes, Le Petit Véhicule, coll. « Le tunnel de Platon », 2007,  (ISBN 978-2-84273-634-7), (BNF 41216566) [Ouvrage consacré à l'abbé Follioley, proviseur du lycée de Nantes de 1890 à 1898. Suivi de : H. B.[pas clair], Le Péché de Nantes, avec une préface de Serge Berstein et une postface de Michel Denis].
- Joël Barreau, Jean Guiffan et Jean-Louis Liters, Un grand lycée de province : le lycée Clemenceau de Nantes dans l'histoire et la littérature depuis le Premier Empire, Thonon-les-Bains, L'Albaron, 1992, 412 p.  (ISBN 2-908528-38-X), (BNF 35548388).
- Jean Guiffan, Joël Barreau et Jean-Louis Liters, Le Lycée Clemenceau. 200 ans d'histoire (édité par le Comité de l'histoire du Lycée Clemenceau de Nantes), Nantes, Coiffard, octobre 2008, 491 p.  (ISBN 978-2-910366-85-8), (BNF 41397340) [Jean Guiffan est l'auteur de la partie spécifiquement historique de cet ouvrage].

### Autres
- Histoire de Bages et de ses habitants, Bages (Aude), Élysiques, 2007, 233 p.  (ISBN 978-2-9528777-0-1), (BNF 41042302).

### Manuels de l'enseignement secondaire
- Jean Guiffan, Victor Prévot et Anne-Marie Sifflet, Le Monde moderne, 1870-1945 Histoire. Préparation au B.E.P. 1re année, Paris, Belin, coll. « Cours V. Prévot », 1970, 224 p., (BNF 35135945).
- Jean Guiffan, Victor Prévot et Anne-Marie Sifflet, Histoire du monde moderne : 1870-1945. 2e T et 2e T[pas clair], Paris, Belin, coll. « Cours V. Prévot », 1973, 224 p.,  (ISBN 2-7011-0216-2), (BNF 35136435).
- Jean Guiffan, Alain Madalle et Emmanuel-Paul Désiré, Histoire et géographie C.A.P. 2, Paris, Belin, 1974, 191 p.,  (ISBN 2-7011-0232-4), (BNF 34596678).